# نوویانبایوو
نوویانبایوو (به لاتین: Novoyanbayevo) یک منطقهٔ مسکونی در روسیه است که در باشقیرستان واقع شده‌است.